# Historische Sammlung der Ruhrwasserwirtschaft
Die Historische Sammlung der Ruhrwasserwirtschaft ist ein Museum des Ruhrverbands in Essen. Es befasst sich mit der Geschichte der Wasserwirtschaft. Das Haus entstand 1920, etwa zur gleichen Zeit wie die nebenan befindliche historische Kläranlage Rellinghausen. Es diente ursprünglich als Gasübernahmestation der Stadtwerke Essen. Der Ruhrverband restaurierte das Gebäude ab 1996 und richtete im Untergeschoss eine Ausstellung, im Obergeschoss einen Seminarraum und eine historische Bibliothek ein. Themen sind unter anderem Ruhrverband und Ruhrtalsperrenverein, Otto Hintze und Karl Imhoff, die Wassergewinnung über Talsperren und Wasserwerke, die Ortsentwässerung und Abwasserklärung.